# Chemilly-sur-Yonne
Chemilly-sur-Yonne é uma comuna francesa na região administrativa de Borgonha-Franco-Condado, no departamento de Yonne. Estende-se por uma área de 5,72 km². Em 2010 a comuna tinha 934 habitantes (densidade: 163,3 hab./km²).